# Garolith
Garolith oder G-10 ist ein Hochdruck-Glasfaserlaminat, eine Art Verbundwerkstoff. Es wird hergestellt, indem mehrere Lagen Glasgewebe übereinander gelegt werden, die mit Epoxidharz getränkt werden, und das entstandene Material dann unter Hitze komprimiert wird, bis das Epoxidharz aushärtet. Es wird in flachen Platten hergestellt, die meist nur eine stärke von wenigen Millimetern aufweisen.
G-10 ist Micarta und Kohlenstofffaserlaminaten sehr ähnlich, mit dem Unterschied, dass Glasgewebe als Füllmaterial verwendet wird.
G-10 ist das härteste der Glasfaserharzlaminate und wird daher am häufigsten verwendet.